# S. Bernardo (romance)
S. Bernardo, também editado posteriormente como São Bernardo, é um romance escrito por Graciliano Ramos, publicado em 1934 e situado na segunda etapa do modernismo brasileiro. É com este romance que Graciliano Ramos adquire reconhecimento crítico, e matura um estilo mais seco do que o do livro anterior, Angústia, que, no entanto, lhe deu mais popularidade.
São Bernardo conta a história de um trabalhador rural, um trabalhador de enxada sem família que passa pela miséria, mas sobe sem escrúpulos e adquire uma consciência crítica posterior (Antonio Candido define o protagonista Paulo Honório como "um enjeitado"). O livro, conforme mostraram Antonio Candido e João Luís Lafetá, denuncia a condição socioeconômica exploratória sob o capitalismo e o latifúndio.

## Sinopse
A obra consiste na história de Paulo Honório, um homem simples mas ambicioso que acaba por se transformar num grande fazendeiro do sertão de Alagoas. Casa-se com Madalena para conseguir um herdeiro. Incapaz de entender a forma humanitária pela qual a mulher vê o mundo, ele tenta anulá-la com seu autoritarismo. 

## Personagens
- Paulo Honório - personagem principal, natural de Viçosa. Depois de comprar a fazenda São Bernardo, investe no seu desenvolvimento;
- Luís Padilha - herdeiro da fazenda São Bernardo;
- Casimiro Lopes - amigo de Paulo Honório;
- Azevedo Gondim - jornalista local;
- Padre Silvestre
- Nogueira - advogado.
- Ribeiro - contabilista;
- Margarida - negra doceira que criou Paulo Honório;
- Madalena - professora primária, que casa com Paulo Honório.

## Adaptação para o cinema
S. Bernardo foi adaptado para o cinema em 1972. Dirigido por Leon Hirszman, São Bernardo ganhou 9 prêmios em festivais nacionais e internacionais. com Othon Bastos e Isabel Ribeiro nos papéis centrais.